# Israfil Bek Jedigar

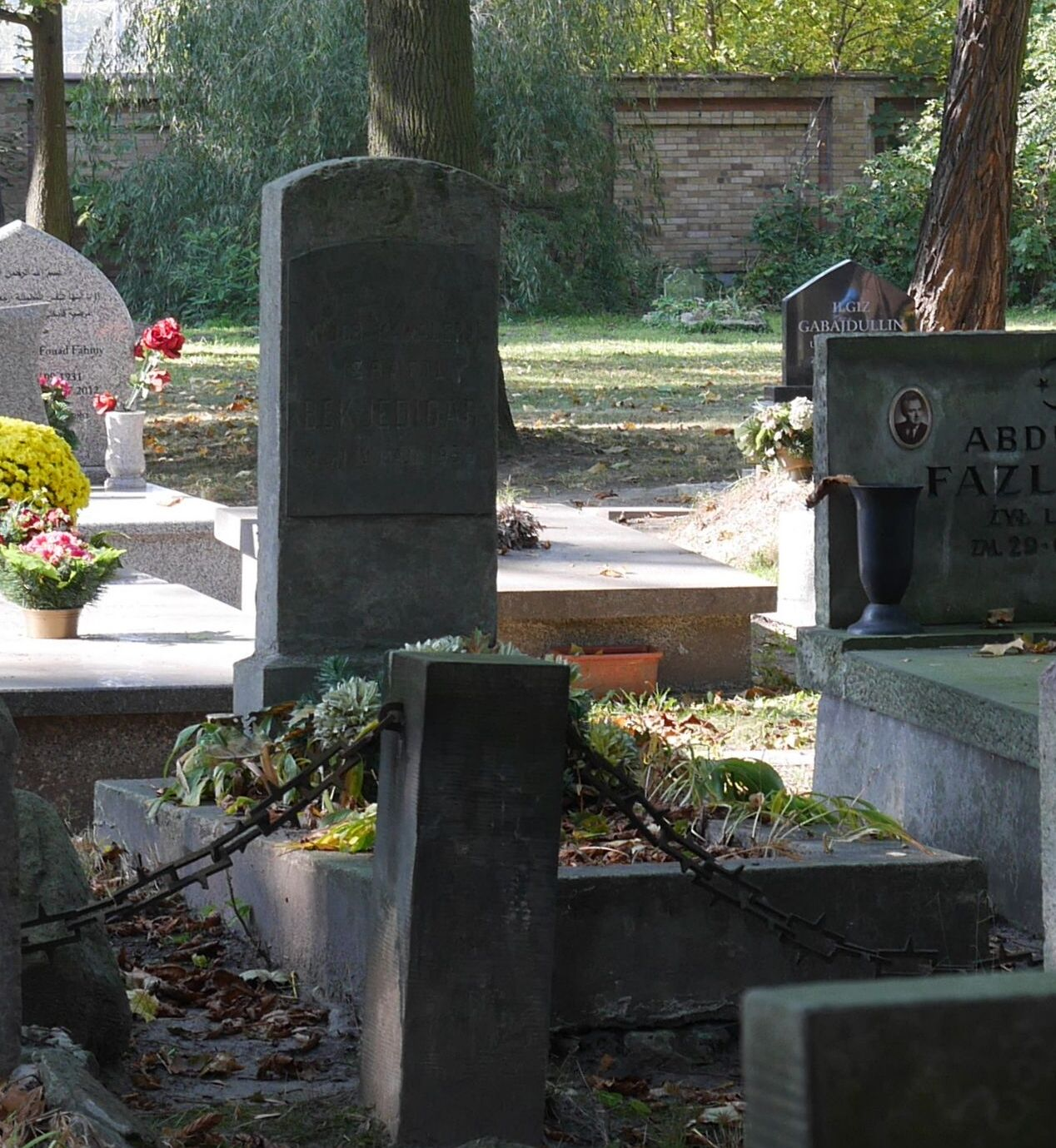
Grób Israfila Bek Jedigara w Warszawie

Israfil Bek Jedigar (ros. Исрафим Гасанов Бек-Иедигаров, azer. İsrafil bəy Yadigarov, ur. 7 sierpnia 1888, zm. 1938) – azerski oficer, major Wojska Polskiego .

## Życiorys
Pochodził ze szlachty z Tyflisu, był synem wielkiego właściciela ziemskiego Hasana bej Israfil bej oglu Iedigarov (08.10.1856 – 1934 lub 1943?). Wnuk emerytowanego generała porucznika Israfila-Beka Jedigarowa (1815–1885). 
Ogólne wykształcenie zdobył w Tyfliskim Korpusie Kadetów (1898–1905) oraz w klasach ogólnych Korpusu Paziów Jego Cesarskiej Mości (1905–1908), a wykształcenie wojskowe w klasach specjalnych tego samego korpusu (1908–1910); studia ukończył z wyróżnieniem.
1 września 1908 rozpoczął zawodową służbę wojskową jako niższy rangą paź Korpusu Paziów, awansowany w 1909 na kamer-pazia i po egzaminie w korpusie 6 sierpnia 1910 na korneta (ze starszeństwem od 06 sierpnia 1909), przeniesiony do 17 Niżnonowogrodzkiego Pułku Dragonów Jego Cesarskiej Mości, stacjonującego w Tyflisie. Służbę w tym pułku pełnił do 1917: młodszy oficer szwadronu (1910-1912), dowódca zespołu pułku (27 września 1912 – 1913). 10 września 1913 mianowany porucznikiem (ze starszeństwem od 06.08.1913, za wysługę lat); młodszy oficer 2. szwadronu (1913 – 1914). Od 23 grudnia 1913 przebywał na 4-miesięcznym zwolnieniu lekarskim, z utrzymaniem wynagrodzenia.
Brał udział w I wojnie światowej. Po ogłoszeniu 17 lipca 1914 mobilizacji, 23 lipca 1914 wyruszył wraz ze swoim pułkiem na kampanię wojenną, rozpoczynając od stacji Nawtługa koleją docierając na europejski teatr działań wojennych Przez Baku – Rostów nad Donem – Łozową – Charków – Kursk – Brześć Litewski 03 sierpnia 1914 pułk dotarł do Warszawy, skąd w szyku marszowym ruszył na front. 
Jako młodszy oficer 2. i 5. szwadronu brał udział w walkach na froncie Północno-Zachodnim w Polsce od 5 sierpnia 1914 – w okolicach Warszawy i Łodzi, nad rzeką Bzurą i Wartą. Wielokrotnie dowodził wysuniętymi i rozpoznawczymi  patrolami. Ranny w prawą nogę w bitwie 1 października 1914 przy szosie Sochaczew – Błonie, ewakuowany na tyły wojska, przyjęty na leczenie do szpitala w Warszawie, a stamtąd ewakuowany dalej do Carskiego Sioła, gdzie 22 października 1914 przybył do szpitala w Soborze Monarchicznym Fiodorowskim. 
Po wyzdrowieniu powrócił w grudniu 1914 do tego samego pułku, który w grudniu 1914 został przeniesiony z Warszawy na kaukaski teatr działań wojennych. Dowódca 2 szwadronu pułku, brał udział w walkach na froncie kaukaskim: w kampanii w Persji przeciwko Turkom i Kurdom (maj-czerwiec 1915), w operacji ałaszkerckiej przeciwko Turkom (czerwiec-lipiec 1915) itd. 22 kwietnia 1916 mianowany rotmistrzem sztabowym (ze starszeństwem od 19 lipca 1915; na podstawie rozkazu administracji wojskowej z 1915 nr 681, art. 1). W latach 1916–1917, pozostając na listach 17 Niżnonowogrodzkiego Pułku Dragonów, został przydzielony do Tatarskiego Pułku Kawalerii (Kaukaska Krajowa Dywizja Kawalerii), w szeregach którego brał udział w bitwach na froncie południowo-zachodnim i rumuńskim. Pod koniec 1917 został przeniesiony wraz z pułkiem i dywizją tatarską na Kaukaz – do obwodu tereckiego. Na początku 1918, w związku z rozpadem armii rosyjskiej, wystąpił ze służby wojskowej w Rosji i zamieszkał w Gruzji.
Uczestnik wojny ormiańsko-gruzińskiej (grudzień 1918) jako członek wojsk Gruzińskiej Republiki Demokratycznej. Major armii gruzińskiej. W czasie „sowietyzacji” Gruzji i wojny radziecko-gruzińskiej (luty-marzec 1921) dowodził oddziałem powstańczym Tatarów (Azerów), który walczył z bolszewikami i Armią Czerwoną. Po porażce wycofał się na terytorium Turcji i udał się do Konstantynopola.
W listopadzie 1922 r. przeprowadził się z Turcji do Polski i rozpoczął służbę kontraktową w Armii Polskiej (jako rodowity Gruzinin i mieszkaniec tego kraju, a także były major armii gruzińskiej, w dokumentach figurował nie jako Azer, lecz Gruzin). Ukończył kursy dokształcające oficerów i odbył praktykę w 29 Dywizji Piechoty w Grodnie (do 10 października 1924), po czym służył w oddziałach kawalerii Wojska Polskiego w stopniu kapitana (ostatni stopień w armii rosyjskiej), następnie majora. Podpułkownik 11 Pułku Ułanów Legionowych imienia Marszałka Edwarda Rydza-Śmigłego w Ciechanowie.
Zmarł w 1938, został pochowany na Muzułmańskim Cmentarzu Tatarskim w Warszawie .

## Nagrody i odznaczenia:
- Order Świętego Włodzimierza IV stopnia z mieczami i łukiem (21.01.1915);
- Order Świętej Anny IV stopnia z napisem Za męstwo (Rozkaz dla wojsk 0 Armii, zatwierdzony 15.04.1915);
- Order Świętego Stanisława III stopnia z mieczami i łukiem (Rozkaz dla wojsk 2 Armii, zatwierdzony ВП 23.06.1915);
- Order Świętej Anny III stopnia z mieczami i łukiem (Rozkaz dla wojsk 9 Armii, zatwierdzony 11.09.1915);
- Order Świętego Stanisława II stopnia z mieczami (Rozkaz Głównodowodzącego Kaukaską Armią, zatwierdzony 16.05.1916)[1] .